# Fjättmunna

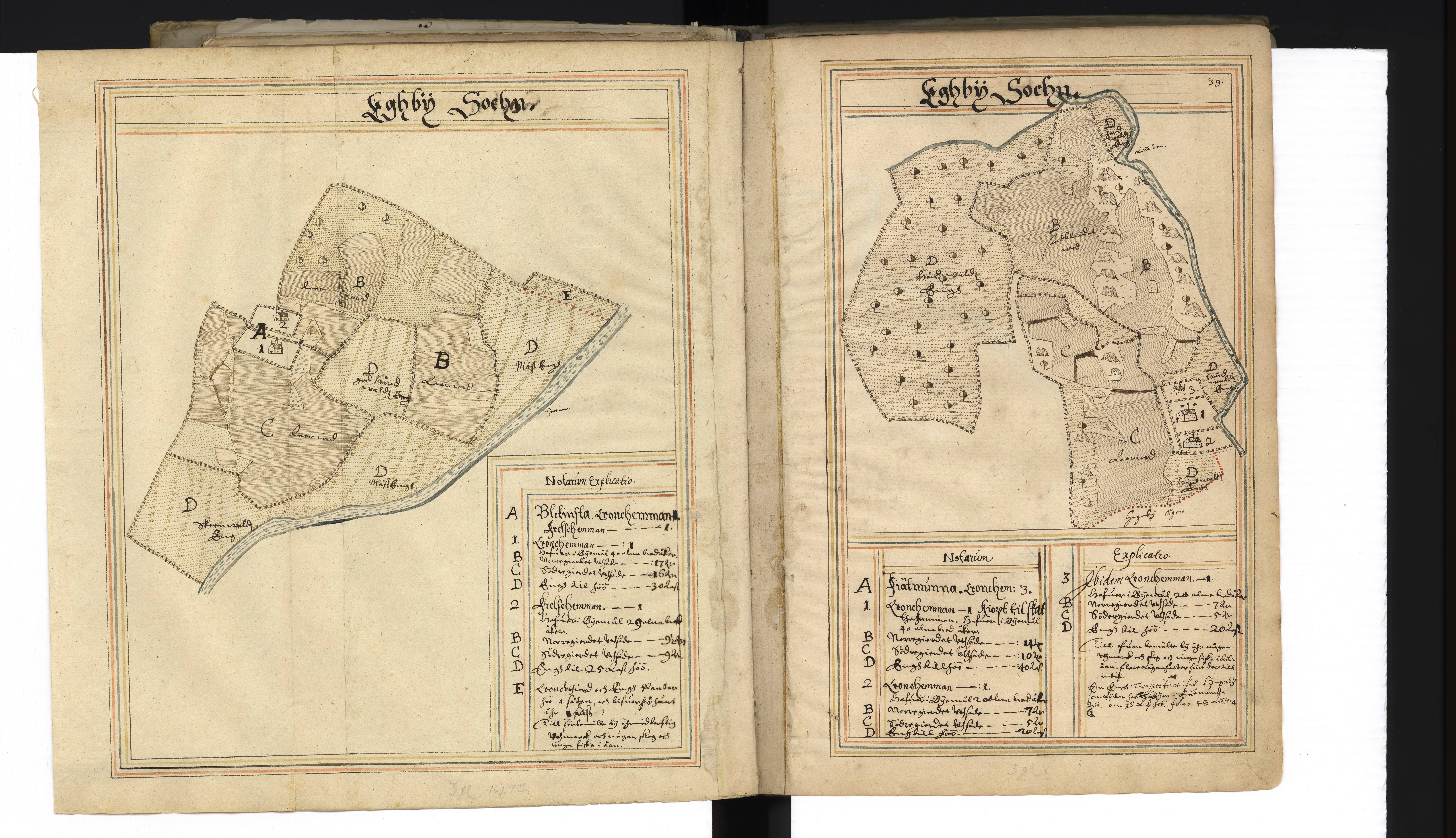
Karta över Fjättmunna, år 1638.

Fjättmunna är en medeltida gård i Ekeby socken i Boxholms kommun.

## Historik
År 1219 nämns en gård Fijatasund, som troligen är denna gård. Den skänktes då av kung Johan Sverkersson till biskop Karl i Linköpings stift och hans efterträdare. Kungen hade tillbygtt sig detta gods mot fädernejord i Grepaspanga. År 1376 sålde Jakob Liong i Myrby till Halstan Ingevaldssson 1 1⁄8 attung jord i Fjättmunna för 44 mark svenska pengar så goda att 6 man gick på en lödig. Köpeskillingen hade säljaren redan förut uppburit och använt till botande av sitt skenben, som blivit skadat, då Jöns Eskilsson hade honom »innan stokkenom». År 1385 gav Ture Eriksson (bååt) med sin dotter Elin till Skänninge nunnekloster förbindelse på 100 mark pengar, för vilka han pantsatte 1 attung jord i Fjättmunna. Vid ett jordskifte mellan Skänninge munkkloster och Alvastra kloster år 1389 erhöll det förstnämnda bland annat fastigheter här. Under 1600-talet tillhörde Fjättmunna och Källarholmen släkten Soop, och år 1700 hörde en del av det förra som frälse till Boxholm.
Fjättmunna södergård tillhörde omkring 1870 och på 1880-talet K. J. Alin, 1895 stärbhus och 1910 J. Aug. Alin i Ryckelsby.
Fjättmunna norrgård ägdes på 1880-talet och 1890-talt av P. A. Jonsson och 1910 av K. A. T. Petersson.

År 1568 gick Daniel Rantzaus trupper genom Fjättmunna och stötte på motstånd vid Fjättmunnabron.

## Ägare och brukare

### Södergården
| Ägare     | Namn                     | Levnadstid |
| --------- | ------------------------ | ---------- |
| 1638–1671 | Anders                   |            |
| 1680      | Jönss                    |            |
| 1690      | Jönss Nilsson            |            |
| 1714      | Pehr Lennartsson Ribbing | 1670–1719  |
| 1733      | Gabriell Ribbing         |            |
|           | Jacob Jacobsson          | 1758-      |
|           | Anders Jonsson           |            |
|           | Petter Persson           | 1758-      |
|           | J. M. Wetterström        |            |
| 1844-     | Karl Jan Alin            | 1806–1894  |
|           | Gustaf Alin              | 1855-      |
| 1950–1960 | Eric Alin                | 1894–1960  |
| 1950-     | Sven Efraim Alin         | 1897–1988  |

### Mellangården
Mellangården hette tidigare Vadstena klostergård och bestod av ett kronohemman.
| Ägare     | Namn                                    | Levnadstid |
| --------- | --------------------------------------- | ---------- |
| 1374      | Peter Ljung                             |            |
| -1376     | Jakob Ljung                             |            |
| 1376-     | Halsten Ingvaldsson                     |            |
| 1425–1432 | Herman Berman och Gunhild Haquonadotter |            |
| 1432–1448 | Håkan Jönsson                           |            |
| 1448-     | Vadstena kloster                        | -          |
| 1660–1713 | Lenhardt Månsson Swahn                  |            |
| 1713–1714 | Gustaf Swahn                            |            |
| 1714-     | Lars Larsson                            |            |

### Norrgården
Norrgården hette tidigare Skänninge klostergård och bestod av ett kronohemman.
| Ägare     | Namn                   | Levnadstid | Övrigt   |
| --------- | ---------------------- | ---------- | -------- |
| 1385      | Skänninge nunnekloster |            |          |
| 1728–1762 | Börje Svensson         |            |          |
|           | Jonas Jansson          | 1737-      | Ägde 1/6 |
| 1799-     | Erik Pehrsson          | 1766-      |          |
|           | Petter Jansson         | 1749-      | Ägde 1/2 |
|           | Jacob Jacobsson        |            | Ägde 1/6 |
| -1811     | Magnus Jonsson         | 1754-      | Ägde 1/3 |
| 1811-     | Brita Larsdotter       | 1759-      |          |
| 1820–1869 | Jonas Månsson          | 1801–1869  |          |
| 1864–1907 | Per Adolf Jonsson      | 1829–1907  |          |
| -1921     | Theodor Petersson      | 1865–1921  |          |
|           | Sven och Åke Petersson |            |          |

## Torp och backstugor under Fjättmunna

### Björklund
Björklund byggs runt 1826 då änkan Inga Persdotter (1786-) med sina fyra barn, flyttar dit från Oxhultet. Tillhörde södergårdens ägor.

### Johannisberg
Byggs 1840 av Johannes Larsson Eklöf (1799-) från Säby. Torpet ligger under södergårdens ägor.

### Oxhultet
Oxhultet tillhörde södergårdens ägor, 1788 bor Israel Jonsson (1712-) där.

### Övriga torp
- Grenadiertorp (Södergården)
- Storängen (Södergården)
- Granforsen
- Krumarp

- Annelund (Norrgården)
- Bergstorp (Norrgården)
- Grenadiertorpet Nr. 59 (Norrgården)
- Grönlund (Norrgården)
- Rosendal (Norrgården)

## Medeltida brev
Två medeltida brev finns bevarat och utfärdade av Jacob Ljung på 1300-talet.
- SDHK-nr: 10211, utfärdad 18 maj 1372 i Skänninge.
- SDHK-nr: 10842, utfärdad 10 juli 1376 i Ekeby socken.

Ett medeltida brev finns bevarat och utfärdat av Herman Berman.
- SDHK-nr: 21811, utfärdad 22 juli 1432 i Söderköping.

Ett medeltida brev finns bevarat och utfärdat av Håkan Jönsson.
- SDHK-nr: 25408, utfärdad 12 november 1448 i Vadstena.